# Otto Thöne (Pädagoge, 1858)
Otto Thöne (* 12. Juni 1858 in Dresden; † 15. Oktober 1943 in Wettmar) war ein deutscher Lehrer, Schuldirektor, Geheimer Regierungsrat sowie in Hannover Regierungs- und Gewerbeschulrat sowie Leiter des NORAG-Nebensenders Hannover.

## Leben
Otto Thöne wurde in der Frühzeit der Industrialisierung 1858 in der Hauptstadt des seinerzeitigen Königreichs Sachsen geboren.
Nach seinem Schulbesuch studierte Thöne französische und provencalische Sprachen sowie Literaturwissenschaft in Göttingen, wo er um 1880 an der Georg-August-Universität seine philosophische Dissertation ablegte unter dem Titel Die lautlichen Eigentümlickeiten der französischen Sprache des 16. Jahrhunderts nach den Grammatiken jener Zeit mit Berücksichtigung der Satyre Ménipée, mit der er später zum Dr. phil. ernannt wurde.
In der späten Gründerzeit des Deutschen Kaiserreichs war der mit dem Titel Doktor versehene Otto Thöne in Hannover als Lehrer und Direktor der damaligen Realschule II tätig, die spätere Herschelschule, die unter ihrem damaligen Namen bereits 1894 ihr neues Schulgebäude an der Tellkampfstraße bezogen hatte, als ihm im Jahr 1903 der Kaiser und preußische König Wilhelm II. zum Rat vierter Klasse ernannte. Thöne selbst bewohnte um 1904 die Hohenzollernstraße 18.
Nachdem zur Zeit der Weimarer Republik der Reichspost-Staatssekretär Hans Bredow am 16. Dezember 1924 im Dachgeschoss des neuen Verwaltungsgebäudes der Hanomag in der Bornumer Straße in Linden den Norag-Nebensender Hannover eröffnet hatte, übernahm Otto Thöne die Leitung des Radiosenders.
Otto Thöne starb zur Zeit des Nationalsozialismus im Alter von 85 Jahren während des Zweiten Weltkrieges am 15. Oktober 1943 in Wettmar.

## Schriften (Auswahl)
- Die lautlichen Eigentümlickeiten der französischen Sprache des 16. Jahrhunderts nach den Grammatiken jener Zeit mit Berücksichtigung der Satyre Ménipée. Philosophische Dissertation um 1880 an der Universität Göttingen.
- Bearbeitungen zur Verwendung im Schulunterricht: 
  - Alphonse Daudet:
    - Lettres de mon moulin (deutsch: Briefe aus meiner Mühle). 1900.
    - Tartarin von Tarascon. 1901.

  - Eugène Scribe: Le Verre d’eau. 1901.

## Thöneweg
Der 1967 vom Deisterplatz durch den Von-Alten-Garten zur Straße Am Lindener Berge angelegte und in die hannoverschen Stadtteile Linden-Mitte und Linden-Süd führende Thöneweg ehrt seitdem den Geheimen Regierungs- und Gewerbeschulrat, der als erster den hannoverschen Norag-Rundfunksender geleitet hatte.